# هارلينغن (تكساس)
هارلينغن (بالإنجليزية: Harlingen)‏ هي مدينة أمريكية تقع في ولاية تكساس.تبلغ مساحة هذه المدينة 88.9 (كم²)،ويبلغ عدد سكانها 64849 نسمة حسب إحصاء سنة 2010 م. تشير إحصاءات سنة 2000م بأن الكثافة السكانية في هذه المدينة تقدر بـ(652.4) نسمة/كم2.

## التركيبة السكانية
حدّد مكتب تعداد الولايات المتحدة بيانات التركيبة السكانية لهارلينغن في تعداد الولايات المتحدة. في ما يلي، التركيبة السكانية حسب تعدادي 2000 و2010.

### تعداد عام 2000
بلغ عدد سكان هارلينغن 57,564 نسمة بحسب تعداد عام 2000، وبلغ عدد الأسر 19,021 أسرة وعدد العائلات 14,358 عائلة مقيمة في المدينة. في حين سجلت الكثافة السكانية 547.1 نسمة لكل كيلومتر مربع (1,417.0/ميل2). وبلغ عدد الوحدات السكنية 23,008 وحدة بمتوسط كثافة قدره 218.7 لكل كيلومتر مربع (566.4/ميل2).
وتوزع التركيب العرقي للمدينة بنسبة 78.68% من البيض و0.92% من الأمريكيين الأفارقة و0.52% من الأمريكيين الأصليين و0.88% من الأمريكيين ذوي الأصول الآسيوية و0.03% من سكان جزر المحيط الهادئ و16.39% من الأعراق الأخرى و2.58% من عرقين مختلطين أو أكثر و72.76% من الهسبانيون أو اللاتينيون من أي عرق.
بلغ عدد الأسر 19,021 أسرة كانت نسبة 43.8% منها لديها أطفال تحت سن الثامنة عشر تعيش معهم، وبلغت نسبة الأزواج القاطنين مع بعضهم البعض 55.6% من أصل المجموع الكلي للأسر، ونسبة 16.2% من الأسر كان لديها معيلات من الإناث دون وجود شريك، بينما كانت نسبة 3.6% من الأسر لديها معيلون من الذكور دون وجود شريكة وكانت نسبة 24.5% من غير العائلات. تألفت نسبة 20.9% من أصل جميع الأسر من عدة أفراد يعيشون في نفس المنزل ونسبة 10.3% كانت تتألف من شخص يعيش بمفرده يبلغ من العمر 65 عاماً أو أكثر. وبلغ متوسط حجم الأسرة المعيشية 2.94، أما متوسط حجم العائلات فبلغ 3.44.
بلغ العمر الوسطي للسكان 31.8 عاماً. وكانت نسبة 30.2% من القاطنين تحت سن الثامنة عشر، وكانت نسبة 9.1% بين الثامنة عشر والرابعة والعشرين عاماً، ونسبة 26.2% كانت واقعةً في الفئة العمرية ما بين الخامسة والعشرين والرابعة والأربعين عاماً، ونسبة 17.9% كانت ما بين الخامسة والأربعين والرابعة والستين، ونسبة 13.8% كانت ضمن فئة الخامسة والستين عاماً فما فوق. يوجد لكل 100 أنثى 89.9 ذكر، ويوجد لكل 100 أنثى في الثامنة عشر من عمرها فما فوق 84.7 ذكر.

### تعداد عام 2010
بلغ عدد سكان هارلينغن 64,849 نسمة بحسب تعداد عام 2010، وبلغ عدد الأسر 21,645 أسرة وعدد العائلات 16,176 عائلة مقيمة في المدينة. في حين سجلت الكثافة السكانية 616.3 نسمة لكل كيلومتر مربع (1,596.2/ميل2). وبلغ عدد الوحدات السكنية 25,585 وحدة بمتوسط كثافة قدره 243.2 لكل كيلومتر مربع (629.9/ميل2).
وتوزع التركيب العرقي للمدينة بنسبة 87.25% من البيض و0.97% من الأمريكيين الأفارقة و0.47% من الأمريكيين الأصليين و1.31% من الأمريكيين ذوي الأصول الآسيوية و0.05% من سكان جزر المحيط الهادئ و8.08% من الأعراق الأخرى و1.86% من عرقين مختلطين أو أكثر و79.54% من الهسبانيون أو اللاتينيون من أي عرق.
بلغ عدد الأسر 21,645 أسرة كانت نسبة 43% منها لديها أطفال تحت سن الثامنة عشر تعيش معهم، وبلغت نسبة الأزواج القاطنين مع بعضهم البعض 49.7% من أصل المجموع الكلي للأسر، ونسبة 19.7% من الأسر كان لديها معيلات من الإناث دون وجود شريك، بينما كانت نسبة 5.3% من الأسر لديها معيلون من الذكور دون وجود شريكة وكانت نسبة 25.3% من غير العائلات. تألفت نسبة 21.2% من أصل جميع الأسر من عدة أفراد يعيشون في نفس المنزل ونسبة 9.3% كانت تتألف من شخص يعيش بمفرده يبلغ من العمر 65 عاماً أو أكثر. وبلغ متوسط حجم الأسرة المعيشية 2.95، أما متوسط حجم العائلات فبلغ 3.44.
بلغ العمر الوسطي للسكان 32.8 عاماً. وكانت نسبة 30.4% من القاطنين تحت سن الثامنة عشر، وكانت نسبة 9.4% بين الثامنة عشر والرابعة والعشرين عاماً، ونسبة 25.1% كانت واقعةً في الفئة العمرية ما بين الخامسة والعشرين والرابعة والأربعين عاماً، ونسبة 21.5% كانت ما بين الخامسة والأربعين والرابعة والستين، ونسبة 13.6% كانت ضمن فئة الخامسة والستين عاماً فما فوق. وتوزع التركيب الجنسي للسكان بنسبة 47.8% ذكور و52.2% إناث.

## المناخ
يظهر الجدول التالي التغييرات المناخية على مدار السنة لهارلينغن:
| البيانات المناخية لـهارلينغن      | البيانات المناخية لـهارلينغن | البيانات المناخية لـهارلينغن | البيانات المناخية لـهارلينغن | البيانات المناخية لـهارلينغن | البيانات المناخية لـهارلينغن | البيانات المناخية لـهارلينغن | البيانات المناخية لـهارلينغن | البيانات المناخية لـهارلينغن | البيانات المناخية لـهارلينغن | البيانات المناخية لـهارلينغن | البيانات المناخية لـهارلينغن | البيانات المناخية لـهارلينغن | البيانات المناخية لـهارلينغن |
| الشهر                             | يناير                        | فبراير                       | مارس                         | أبريل                        | مايو                         | يونيو                        | يوليو                        | أغسطس                        | سبتمبر                       | أكتوبر                       | نوفمبر                       | ديسمبر                       | المعدل السنوي                |
| --------------------------------- | ---------------------------- | ---------------------------- | ---------------------------- | ---------------------------- | ---------------------------- | ---------------------------- | ---------------------------- | ---------------------------- | ---------------------------- | ---------------------------- | ---------------------------- | ---------------------------- | ---------------------------- |
| الدرجة القصوى °ف (°م)             | 94 (34)                      | 99 (37)                      | 104 (40)                     | 107 (42)                     | 105 (41)                     | 106 (41)                     | 107 (42)                     | 108 (42)                     | 107 (42)                     | 100 (38)                     | 97 (36)                      | 93 (34)                      | 108 (42)                     |
| متوسط درجة الحرارة الكبرى °ف (°م) | 72.1 (22.3)                  | 76.4 (24.7)                  | 81.1 (27.3)                  | 85.8 (29.9)                  | 90.5 (32.5)                  | 93.7 (34.3)                  | 95.1 (35.1)                  | 95.9 (35.5)                  | 91.3 (32.9)                  | 86.8 (30.4)                  | 79.6 (26.4)                  | 76.5 (24.7)                  | 84.9 (29.4)                  |
| المتوسط اليومي °ف (°م)            | 62.1 (16.7)                  | 65.4 (18.6)                  | 70.0 (21.1)                  | 75.3 (24.1)                  | 80.7 (27.1)                  | 83.9 (28.8)                  | 85.1 (29.5)                  | 85.4 (29.7)                  | 81.9 (27.7)                  | 76.1 (24.5)                  | 68.4 (20.2)                  | 64.7 (18.2)                  | 75.9 (24.4)                  |
| متوسط درجة الحرارة الصغرى °ف (°م) | 52.8 (11.6)                  | 56.5 (13.6)                  | 59.2 (15.1)                  | 65.0 (18.3)                  | 70.9 (21.6)                  | 74.2 (23.4)                  | 75.1 (23.9)                  | 74.9 (23.8)                  | 72.4 (22.4)                  | 65.4 (18.6)                  | 61.0 (16.1)                  | 56.3 (13.5)                  | 64.9 (18.3)                  |
| أدنى درجة حرارة °ف (°م)           | 12 (−11)                     | 10 (−12)                     | 21 (−6)                      | 37 (3)                       | 46 (8)                       | 57 (14)                      | 60 (16)                      | 60 (16)                      | 52 (11)                      | 33 (1)                       | 27 (−3)                      | 12 (−11)                     | 10 (−12)                     |
| الهطول إنش (مم)                   | 1.06 (27)                    | 1.41 (36)                    | 1.29 (33)                    | 1.67 (42)                    | 2.49 (63)                    | 2.50 (64)                    | 1.93 (49)                    | 1.86 (47)                    | 5.22 (133)                   | 2.99 (76)                    | 1.50 (38)                    | 1.26 (32)                    | 25.18 (640)                  |
| المصدر: خدمة الطقس الوطنية        |                              |                              |                              |                              |                              |                              |                              |                              |                              |                              |                              |                              |                              |

## أعلام
- توم باركر
- مارسيل ألبرت
- جيم ليفيت
- جيف تومسون
- هاري نايكست
- نيك ستال
- هاري هولت
- بيل هيلي
- ليونارد يوجين ديكسون